# 3e cérémonie des European Independent Film Critics Awards
La 3e cérémonie des European Independent Film Critics Awards, décernés par les European Independent Film Critics récompensé les films de cinéma sortis en 2011.

## Palmarès
- Meilleur film : Revenge (Hævnen)
- Meilleur réalisateur : Susanne Bier pour Revenge (Hævnen)
- Meilleur producteur : Jean-Pierre Dardenne, Luc Dardenne, Denis Freyd pour Le Gamin au vélo
- Meilleur acteur : Colin Firth dans Le Discours d'un roi (The King's Speech)
- Meilleure actrice : Kirsten Dunst dans Melancholia
- Meilleur acteur dans un second rôle : John Hurt dans Melancholia
- Meilleure actrice dans un second rôle : Helena Bonham Carter dans Le Discours d'un roi (The King's Speech)
- Meilleur scénario : Le Discours d'un roi (The King's Speech)
- Meilleure photographie : This Must Be the Place
- Meilleurs décors : Habemus Papam
- Meilleur montage : Melancholia
- Meilleure musique : The Artist
- Meilleur film international : The Tree of Life